# Mahmud Taleghani

Ahmad Moftizadeh, Mahmud Taleghani, Mohammad Beheschti, Ali Akbar Haschemi Rafsandschani

Mahmud Taleghani, auch Mahmoud Taleghani (persisch محمود طالقانی; * 1911/1914 in Galird bei Taleghan im Bezirk Taleghan; † 9. September 1979 in Teheran) war ein iranischer Geistlicher und Politiker. Er war schiitischer Alem, Reformgeistlicher und Ajatollah im Iran sowie ein Verfechter des sogenannten „islamischen Sozialismus“. Er entstammt einer Handwerkerfamilie aus dem Norden Irans und studierte Theologie an den berühmten schiitischen Hochschulen in Qom und Nagaf (Nadschaf), wo er von seinen Lehrern die Kompetenz des Idschtihād zugesprochen bekam. Seine Tochter Azam Taleghani war sehr aktiv als Politikerin und Frauenrechtlerin.

## Leben und Wirken
Ab 1938 wirkt er als Lehrer für Theologie in Teheran und versuchte, die in Opposition zum Schah stehende Jugend durch eine gegenwartsnahe Interpretation des Korans von einem Abdriften zum Kommunismus abzuhalten.
Als Gegner des Schah-Regimes wurde Taleghani während der Unruhen im Iran im Juni 1963 erstmals verhaftet und zu vier Jahren Gefängnis verurteilt. Später wurde er wegen Unruhestiftung erneut verhaftet und zu sechs Jahren Gefängnis verurteilt. Im Rahmen einer Politik der nationalen Versöhnung von Premierminister Dschafar Scharif-Emami wurde er im Oktober 1978 freigelassen. Taleghani galt bis zur Rückkehr Ruhollah Chomeinis als einer der Führer der islamischen Revolution. Man nannte ihn auch den Vater der Revolutionäre bzw. Vater der Volksmodschahedin.
Bekannt war Taleghani durch seine programmatisch eher progressive, linksgerichtete Haltung. Als Vorsitzender der Expertenversammlung sprach er sich für eine unmittelbare Volkssouveränität aus. Doch sein überraschender Tod – er führte am Abend noch ein Gespräch mit dem sowjetischen Botschafter – verhinderte, dass er seine Ansichten über die neue Staatsform durchsetzen konnte.

Hans-Peter Drögemüller zitierte ihn wie folgt: 

„Eine mit Härte auferlegte Religion ist im Angesicht Gottes wertlos, und wertlos daher auch für sein Volk. Ein Schleier, einer Frau mit Gewalt aufgezwungen, ist sehr viel schlimmer als überhaupt kein Schleier.“

Diese Ansichten waren denen des Revolutionsführers Ruhollah Chomeini entgegengesetzt. Deshalb kam 1979 in Teheran der Verdacht auf, Taleghani sei beseitigt worden. Viele sagten: „Beheschti hat Taleqani umgebracht.“ Der Verdacht ließ sich jedoch weder bestätigen noch ausräumen. Drei Tage nach Taleqanis Tod beschloss die Expertenversammlung Chomeinis Prinzip der Herrschaft des obersten Rechtsgelehrten.
Seine Tochter war die 2019 gestorbene Politikerin und Abgeordnete Azam Taleghani, die sich für Frauenrechte im Iran einsetzte.

## Galerie

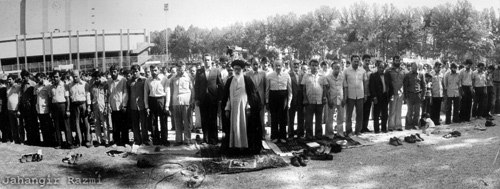
Taleghani beim Freitagsgebet am 16. August 1979
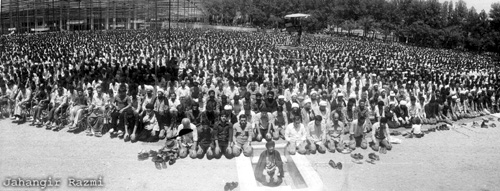
Freitagsgebet angeführt von Taleghani am 16. August 1979 in Teheran wenige Tage vor seinem Tod
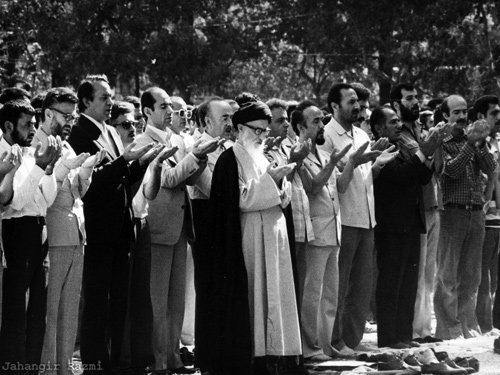
Taleghani mit Ebrahim Yazdi, Sadegh Ghotbzadeh, Haschem Sabbaghian, Ahmad Sadr Hadsch-Seyyed-Dschavadi